# Mastín español
El mastín español, también conocido como mastín leonés, es una raza de mastín (perro guardián de ganado) originaria de España, donde abunda en las zonas rurales. 
Existen a grandes rasgos dos variedades de mastín español: el mastín leonés, el perro tradicional usado por los pastores para funciones de guarda del ganado, y el mastín español, más grande y dotado de aptitudes para la guardería de ganado, en extensivo y trashumante.

## Contexto histórico

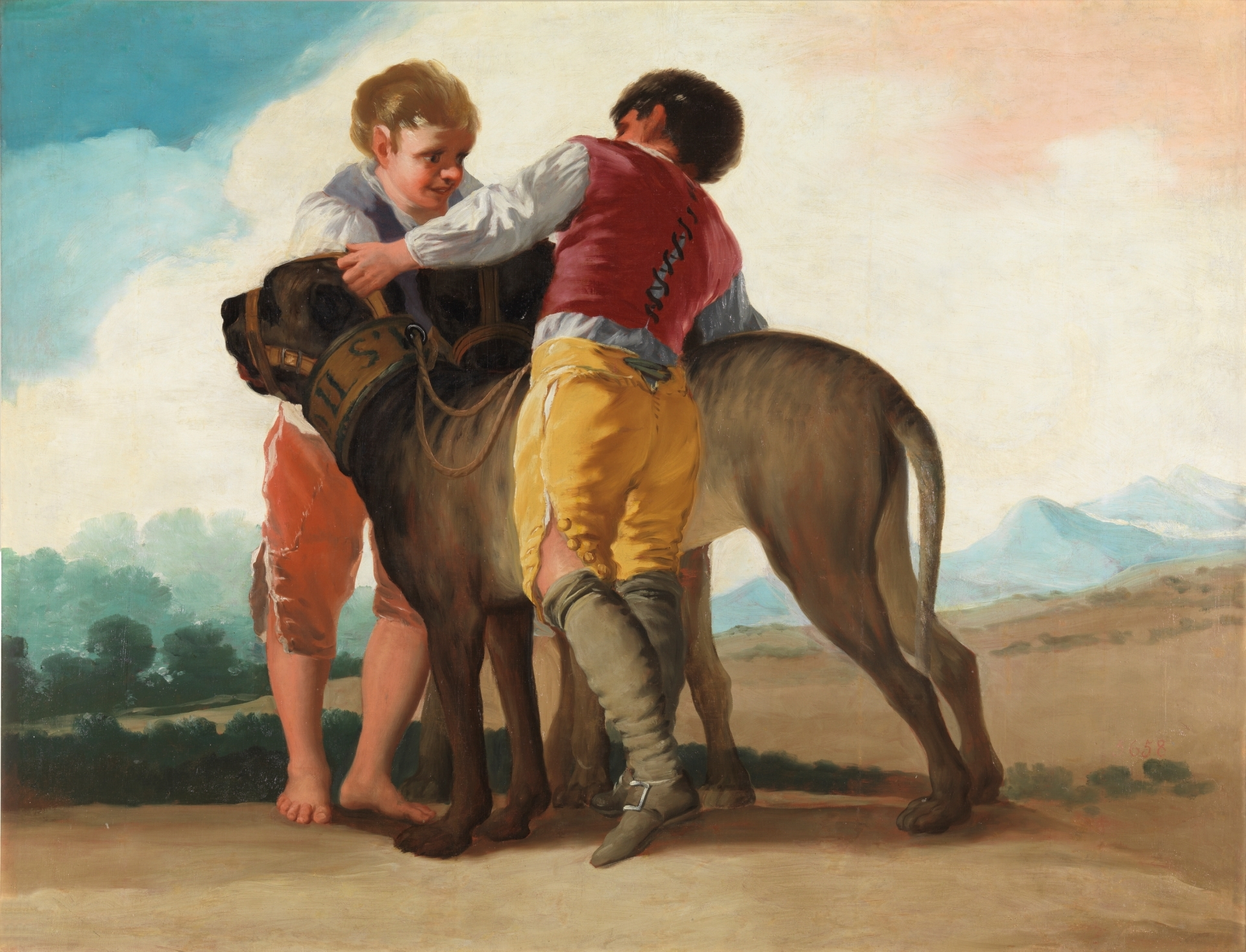
Niños con mastines por Francisco Goya

El origen del mastín es el pastoreo nómada o seminómada, especialmente de pequeños rumiantes, en el que, a base de la presión selectiva tanto de las condiciones naturales del medio como de la mano del pastor, se desarrollan perros especializados en proteger al ganado de los depredadores de la zona. Algunos autores han rastreado la existencia de mastines de uso ganadero ya en la época de la Hispania prerromana.
En la península ibérica el mastín apareció en zonas especialmente rurales, basadas en la ganadería, tanto estante como nómada, aunque el sector en el que adquirió más fama fue en la trashumancia que recorría la península de norte a sur, probablemente siguiendo costumbres que se remontaban a las migraciones de los herbívoros salvajes.
Es un perro valiente, cariñoso con sus dueños, y ha sido seleccionado para actuar instintivamente, con lo que no es bueno obedeciendo órdenes. Ha servido para cuidar el ganado y salvarlo del ataque de los lobos. Es un buen perro guardián, muy usado para guardar grandes fincas. También se usa actualmente como perro de compañía.

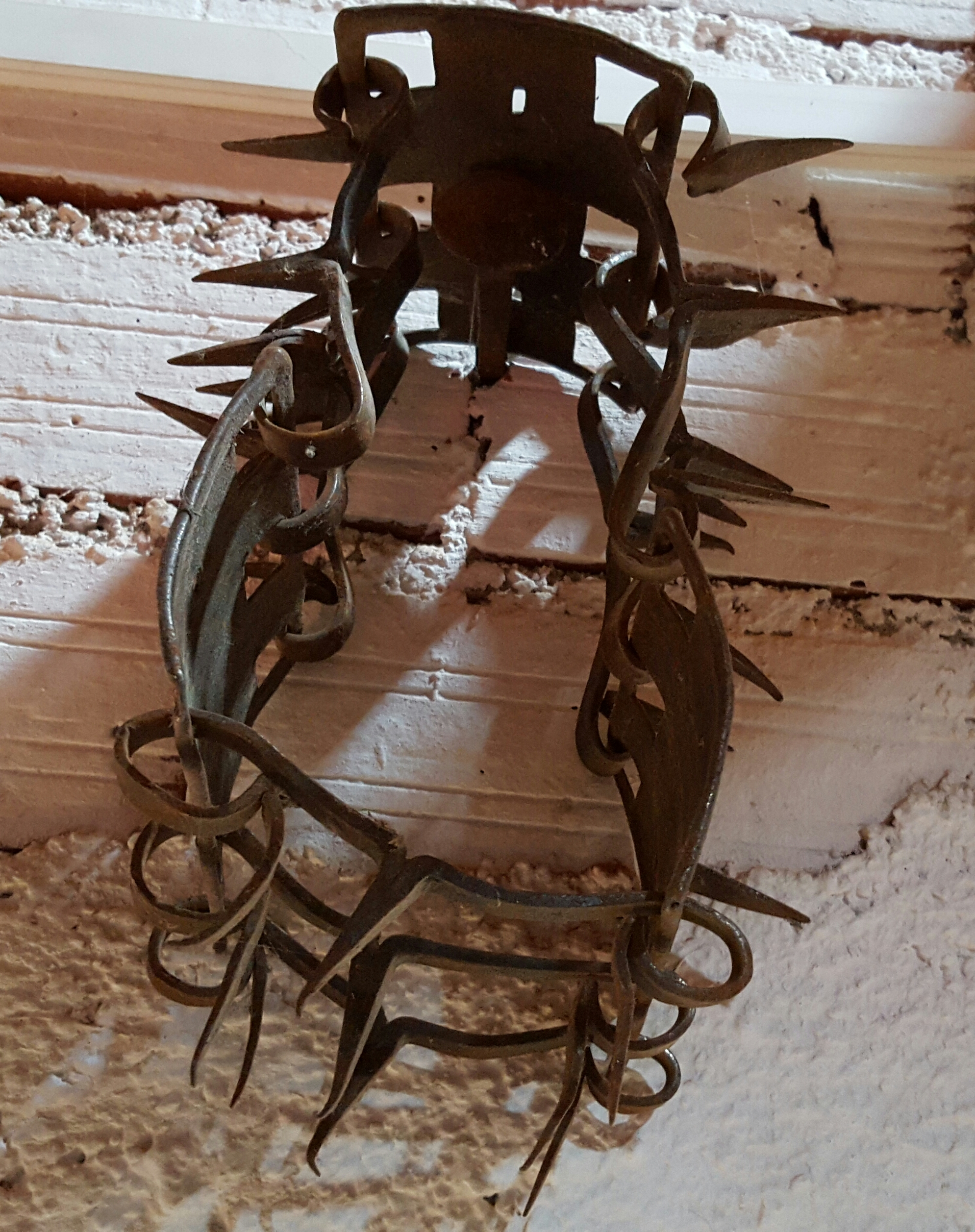
Carlanca de mastín español

Durante siglos el mastín ha acompañado a los rebaños de ovejas trashumantes que recorrían cañadas reales atravesando de norte a sur la península ibérica, defendiendo al ganado del ataque del lobo y otras  alimañas; el mastín contaba con la protección de carlancas o carrancas, collares gruesos de metal con pinchos. Su función es fundamentalmente protectora, a diferencia de los careas, cuya función es pastorear, conducir los rebaños atendiendo a las indicaciones del pastor.
Otros nombres dados al mastín son perro de lobo en Zamora, perro de majá en Extremadura y perro merinero en la trashumancia de ovejas merinas. También en otras zonas o idiomas de la península se le conoce como perro de ganado (cão de gado, mostín, gos ramader, etc.).
A finales del siglo XIX, con la desaparición de la Mesta y de los traslados de ganado, el mastín sufrió un retroceso, que se acentuó durante el siglo XX y de forma más drástica después de la Guerra civil española y su consiguiente periodo de escasez.
El primer patrón racial del mastín fue realizado por la FCI en 1946. En 1981 se creó la Asociación Española del Perro Mastín Español, que organizó un programa de cría buscando el tipo de mastín grande y fuerte de tiempos pasados, y redactó un nuevo patrón racial enfocado a recuperar los antiguos perros ganaderos, aptos como mascota, y como perro de guarda y defensa.

## Características

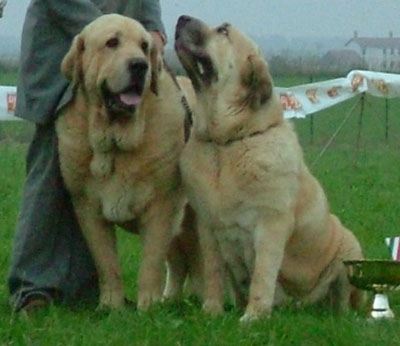
Dos mastines españoles

Es un perro de gran talla, hipermétrico y mediolíneo. Bien proporcionado, muy potente y musculado. Esqueleto compacto. Desconfiado y de gran firmeza frente a los animales salvajes y los extraños, muy seguro de sí mismo. Está calificado como moloso.
Su pelaje es tupido, grueso, liso, y debe tener una subcapa de pelo lanoso que pierde en verano. No hay un color determinado aunque son más comunes los lobatos, cervatos, negros, atigrados y píos. Es muy común que de cachorro su pelaje sea de un color bastante oscuro y que con el tiempo se vuelva más claro. 
No hay límites exactos de medidas, que han de ser armoniosas. En los machos rondan habitualmente los 80 cm a la cruz y en las hembras los 70. Las hembras suelen pesar entre 65 y 80  kg y los machos 80 a 100 kg, aunque pueden llegar a alcanzar los 120 kg. Esta raza es la más grande de las razas españolas y probablemente la de mayor tamaño en relación altura-peso del mundo.

## Temperamento
En el pasado y hoy en día son utilizados como guardianes de ganado y propiedades. Tienen un temperamento equilibrado que les hace ser buenos perros de compañía pero que mantienen su instinto guardián.
El mastín es un perro grande, elegante, fuerte y desconfiado con los desconocidos. En general manso y afectuoso, es muy leal y devoto de sus amos. Es especialmente adecuado para los niños, por quienes siente especial atracción.  